# Le Prolétaire (PCI)
Le Prolétaire is een tijdschrift dat wordt uitgegeven door de Parti Communiste International (PCI).

## Historiek
Het eerste nummer van het tijdschrift verscheen in juli 1963. 
Het is de opvolger van het theoretisch tijdschrift Programme Communiste.